# Vicariat apostolique de Jaén au Pérou ou San Francisco Javier
Le vicariat apostolique de Jaén au Pérou ou San Francisco Javier (en latin : Vicariatus Apostolicus Giennensis in Peruvia seu Sancti Francisci Xaverii ; en espagnol : Vicariato apostólico de Jaén en el Perú o San Francisco Javier) est un vicariat apostolique de l'Église catholique du Pérou directement soumis au Saint-Siège.

## Territoire
Il comprend les provinces de Jaén et de San Ignacio du département de Cajamarca ; le reste de ce département est géré par les diocèses de Cajamarca et Chiclayo ainsi que par la prélature territoriale de Chota.
Il possède également la province de Condorcanqui et les districts d'Aramango et d'Imaza de la province de Bagua du département d'Amazonas ; l'autre partie de ce département est sous la juridiction du diocèse de Chachapoyas.
Il possède un territoire d'une superficie de 32 572 km2 divisé en 20 paroisses. Le siège épiscopal est dans la ville de Jaén où se trouve la cathédrale de Notre-Seigneur de Huamantanga.

## Histoire
La préfecture apostolique de San Francisco Javier est érigée le 11 janvier 1946 par la constitution apostolique In Orbis Catholici du pape Pie XII en prenant sur le territoire des diocèses de Cajamarca et Chachapoyas et du vicariat apostolique de San Gabriel de la Dolorosa del Marañón (aujourd'hui vicariat apostolique de Yurimaguas). La mission est confiée à la compagnie de Jésus.
Le 23 janvier 1953, le diocèse de Cajamarca lui cède une partie de la province de Jaén qui était restée sous sa juridiction.
Le pape Paul VI élève la préfecture au rang de vicariat apostolique par la constitution apostolique Cum die undecimo du 8 juin 1971.
Il prend son nom actuel le 22 novembre 1980 par le décret Cum Excellentissimus de la congrégation pour la propagation de la foi.

## Évêques
- Ignacio García Martín, S.J (11 juillet 1946 - 1958)
- José Oleaga Gueréquiz, S.J (23 octobre 1959 - 1961)
- Juan Albacete Sáiz, S.J (7 novembre 1961 - 4 décembre 1962)
- Antonio de Hornedo Correa, S.J (6 août 1963 - 9 juillet 1977) nommé évêque de Chachapoyas
- Augusto Vargas Alzamora, S.J (8 juin 1978 - 23 août 1985)
- José María Izuzquiza Herranz, S.J (30 mars 1987 - 21 novembre 2001)
- Pedro Ricardo Barreto Jimeno, S.J (21 novembre 2001 - 17 juillet 2004) nommé archevêque de Huancayo
- Santiago María García de la Rasilla Domínguez, S.J (11 novembre 2005 - 11 juin 2014)
- Gilberto Alfredo Vizcarra Mori, S.J (11 juin 2014 -  11 février 2025) nommé archevêque de Trujillo